# Francisco Javier Fernández Perianes
Francisco Javier Fernández Perianes (Gerona, Cataluña, 11 de enero de 1959) es un político y médico español. Fue Consejero de Salud y Política Social de la Junta de Extremadura, en 2012, sustituyendo a Jerónima Sayagués Prieto. Posteriormente, le sustituyó Luis Alfonso Hernández Carrón. 
En la actualidad, es el presidente de la sociedad Extremeña de oftlamología, y miembro de varias sociedades científicas Nacionales e Internacionales.

## Biografía
Nacido en Gerona, es licenciado en Medicina y Cirugía por la Universidad de Extremadura desde 1984. Es doctor cum laude (1996) por dicha universidad  con la tesis:Estudio comparativo de la prevalencia del glaucoma e hipertensión ocular en la población diabética de la comarca de Barros y médico especialista en oftalmología, cirugía y patología mamaria y gestión sanitaria.
Ha sido director-gerente del extinto INSALUD (Atención Primaria) en Badajoz, y directivo en el Hospital de Mérida.
Igualmente, ha sido médico de Sanidad Militar en el Hospital Militar de Badajoz y en el Hospital Central de la Defensa Gómez Ulla, en Madrid, ejerce la oftalmología en el SES(HUB), y en el hospital Quirón de Badajoz, y autor de diversos estudios y publicaciones. 
Fue alcalde de Almendralejo desde 1999 hasta 2000 y diputado provincial de Badajoz desde 1999 hasta 2003. Ha sido vicepresidente provincial del Partido Popular de Badajoz y presidente de la Junta Local del PP de Almendralejo.
En julio de 2011 fue nombrado secretario general de Servicios a la Ciudadanía, Atención Sanitaria y Social y Familias de la Consejería de Salud y Política Social de la Junta de Extremadura. El 3 de febrero de 2012 fue nombrado consejero de Salud y Política Social de la Junta de Extremadura en sustitución de Jerónima Sayagués que fue nombrada delegada del gobierno en Cáceres. El 9 de mayo de 2012 dimitió como Consejero.